# Aleksandr Dugin
Aleksandr Geljevitj Dugin (ryska: Александр Гельевич Дугин), född 7 januari 1962 i Moskva, är en rysk filosof, geopolitiker, teoretiker och tidigare professor i sociologi vid Moskvauniversitetet.

## Biografi
Aleksandr Dugin föddes 1962 i Moskva. Fadern var överste i den sovjetiska underrättelsetjänsten. Dugin blev redan som ung intresserad av politisk radikalism och mysticism. På 1980-talet gick han med i den ultranationalistiska organisationen Pamjat. Han blev också medlem i en underjordisk nazistgrupp som kallade sig ”Svarta SS-Orden”. I gruppen studerade man 1920-talets ”eurasiska” emigrantkrets i Berlin liksom skrifter av den italienske kulturfilosofen, antidemokraten och esoterikern Julius Evola. Han fäste sig särskilt vid Evolas kritik av modernism och liberalism, hans kritik av framstegstro, frihet och jämlikhet. Dugin översatte Evolas bok Imperialismo pagano till ryska 1994.
Dugin, som tidigare varit inspirerad av nazistisk ockultism och nyhedning i Evolas anda, bekände sig 1991 som kristen, ortodoxt gammaltroende.
Aleksandr Dugins dotter Daria Dugina dog 20 augusti 2022 i ett bombattentat. Vid tillfället körde hon faderns bil och spekulationer har framförts om att bomben var ämnad för honom. Dugina var journalist men också politisk aktivist som stödde fadern.

## Akademiker
Dugin utbildade sig inom sociologi och statsvetenskap och doktorerade inom båda ämnena. På 1990-talet föreläste han regelbundet på den ryska generalstabsakademin. 1997 publicerade han Osnovy geopolitiki (Основы геополитики), ”Geopolitikens grunder”, i vilken han motsätter sig den amerikanska världsordningen och argumenterar för en euroasisk statsbildning med Ryssland i centrum. Boken som har beskrivits som Dugins magnus opus gjorde honom känd i Ryssland och utlandet. Den kom att användas som lärobok vid militärakademier i Ryssland.
Från 2008 till 2014 var Dugin professor i internationell sociologi vid Moskvauniversitetet. I samband med en blodig sammandrabbning 2014 i Odessa i Ukraina mellan proryska och pro-västliga ukrainare uppmanade Dugin till masslakt av de pro-västliga (hans ord uppfattades i alla fall så). Detta ledde till protester i Moskva som gjorde att han tvingades att lämna sin tjänst vid universitetet.

## Politik
Dugin var en av medgrundarna till det Nationalbolsjevikiska partiet, ett parti som byggde på en blandning av fascistisk och kommunistisk ideologi och symboler. Senare under årtiondet närmade han sig istället kommunistpartiet och kom att influera dess ledare Gennadij Ziuganov men blev också idégivare till högerpopulisten Vladimir Zjirinovskij. Mellan 1998 och 2002 var Aleksandr Dugin rådgivare åt talmannen i Duman. Under 2000-talet har han verkat för sin variant av eurasianism. 2014 var han öppet kritiskt mot att Putin inte öppet invaderade Ukraina. I samband med Rysslands annektering av Krim samma år uttryckte Dugin i ett videomeddelande till sina följare att: "Jag tycker vi borde döda, döda, döda ukrainare, det finns inget annat man kan säga".
2022 ansågs Aleksandr Dugin vara Rysslands mest inflytelserika politiska filosof. I västliga medier har han kallats för “Putins hjärna” eller “Putins grå eminens” men det finns inget konkret som visar att han direkt påverkat Putins politik. Indirekt har hans tankar haft stort inflytande, inte minst i synen på Ukraina som stat. I sin bok "Geopolitikens grunder" från 1997 avvisade han Ukraina som en självständig stat. Argumentet var enligt Dugin att Ukraina saknar geopolitisk mening, att det inte finns någon "etnisk exklusivitet" och att landet enligt Dugin skulle sakna kulturell betydelse. Även om det är oklart vilken direkt betydelse eller kontakt Dugin har haft med Putin så har hans tankar åtminstone indirekt kraftigt influerat Putins konservativa politik och världssyn.

## Eurasianism
Dugin startade sin neo-eurasiatiska rörelse 2001. Han har hämtat de viktigaste begreppen från den klassiska Eurasienrörelsen från 1920-talet, men han har även inspirerats av andra traditioner. Hans terminologi kommer ibland från kristen ortodox mysticism. Idégivare har varit tänkare som René Guénon, Julius Evola, Mircea Eliade och i synnerhet Martin Heidegger och dennes begrepp "Dasein". (Dugin har skrivit fjorton böcker om Heidegger.) 
Aleksandr Dugin vill skapa ett alternativ till det han kallar ”atlantism” förkroppsligat av den amerikanska ”havskulturen” med dess liberala och globalistiska värderingar. Amerika med sina försök att skapa en homogen värld tolkas som Antikrist. Han vill se ett Eurasiatisk union från Mellaneuropa till Stilla havet och med Ryssland som kärna, där folk är knutna till sina ”naturliga” regioner, autonoma områden som dock inte självständiga stater.[källa behövs]
Dugin önskar en stark, hierarkisk stat där individen alltid är underordnad traditionen, familjen, klanen, trossamfundet och folket. Han vänder sig mot liberalism, feminism och mänskliga rättigheter.

## Författarskap
Aleksandr Dugin har skrivit många böcker, artiklar och texter på internet. Under 1990-talet startade Dugin den metapolitiska tidskriften Elementy, tydligt influerad av franska Nya högerns Éléments. Han har skrivit mängder av böcker. WorldCat innehåller 175 titlar på ryska (varav några dubblettposter) men bara ett mindre antal översättningar, till engelska 15 titlar och ingen till svenska. Svenska Libris har 11 ryska titlar, 4 översättningar till engelska och ingen till svenska.
Förlaget AnternaMedia gav 2017 ut Ryssland och Europa – för en multipolär värld: en introduktion till nyeurasianism”. Boken är en översättning av den engelska Eurasian mission (2014) och innehåller en samling artiklar och skrifter skrivna av Dugin i olika sammanhang samt intervjuer med honom.